# Eutiner Landesbibliothek
Die Eutiner Landesbibliothek ist eine regionale Forschungsbibliothek in der ostholsteinischen Kreisstadt Eutin.

## Geschichte
Die heutige Eutiner Landesbibliothek entstand als Hofbibliothek der Bischöfe von Lübeck, die seit dem Mittelalter in Eutin residierten. Das Bistum Lübeck wurde 1773 mit den Grafschaften Oldenburg und Delmenhorst zum Herzogtum Oldenburg vereinigt. Seine Blütezeit hatte der Eutiner Hof im 18. Jahrhundert. Die Bibliothek wurde in dieser Zeit beträchtlich erweitert und umfasste Anfang des 19. Jahrhunderts rund 6000 Bände.
1816 wurde sie mit zwei bürgerlichen Sammlungen vereinigt, der 2000 Bände umfassenden bibliophilen Sammlung des Kieler Hauptmanns August Moritz Appenfelder (1740–1818) und der 8000 Bände starken Bibliothek des Oldenburgischen Juristen und Schriftstellers Gerhard Anton von Halem (1752–1819). Auf Initiative des aufgeklärten Herzogs Peter Friedrich Ludwig von Oldenburg wurde sie von dessen Sohn, Großherzog Paul Friedrich August, 1837 zusammen mit der von Johann Heinrich Voß aufgebauten Schulbibliothek des Eutiner Gymnasiums als „Großherzogliche Öffentliche Bibliothek“ der Öffentlichkeit zugänglich gemacht.
Im Laufe des 19. Jahrhunderts wuchs die Bibliothek noch einmal durch private Schenkungen, darunter 550 Bände von Georg Heinrich Ludwig Nicolovius (1767–1839), ab 1813 Ehrenmitglied der Preußischen Akademie der Künste, und einen Dublettentausch mit der Landesbibliothek Oldenburg stark an. Für lange Zeit war der Rektor der Gelehrtenschule gleichzeitig der Leiter der Bibliothek.
Nach dem Ersten Weltkrieg und dem Zusammenbruch der Monarchie ging die Bibliothek 1918 in den Besitz des neuen Oldenburgischen Staates über und erhielt den Namen „Landesbibliothek Eutin“. Aufgrund des Groß-Hamburg-Gesetzes wurde sie 1937 Eigentum des nun preußischen Landkreises Eutin. Die seit den 1920er Jahren erkennbare Entwicklung hin zu einer modernen öffentlichen Bibliothek mündete 1938 in der Eröffnung einer „Abteilung Volksbücherei“ in der Landesbibliothek, der gegenüber der historische Bestand immer mehr in Vergessenheit geriet.
Nach dem Zweiten Weltkrieg wurde die Bibliothek als öffentliche Bibliothek unter dem Namen Kreisbibliothek Eutin wiedereröffnet. Der historische Buchbestand wurde in ihr als „Abteilung Landesbibliothek“ weitergeführt, aber immer weniger genutzt. Erst in den 1980er Jahren rückte seine Bedeutung wieder stärker ins Bewusstsein. Dies führte 1987 zur organisatorischen Ausgliederung des Altbestandes aus der Kreisbibliothek unter dem Namen „Eutiner Landesbibliothek“. 1988 begann mit Mitteln des Kreises Ostholstein und des Landes Schleswig-Holstein der Ausbau der historischen Bibliothek zu einer modernen Forschungsbibliothek, die 1994 aus den Räumen der Kreisbibliothek in das umgebaute und restaurierte Kavalierhaus am Eutiner Schlossplatz umzog.

## Bestand
Der Bestand umfasst derzeit rund 80.000 Bände sowie Spezialsammlungen (Autographen, Karten, Druckgrafik, Musikalien, Pressendrucke) aus der Zeit vom 16. bis zum 20. Jahrhundert. Schwerpunkt ist die Literatur der Aufklärungszeit: Belletristik, Reiseberichte und Geographica, Almanache und Kalender, politische Literatur sowie Werke aus dem Umkreis der wichtigsten Eutiner Literaten Johann Heinrich Voß und Friedrich Leopold Graf zu Stolberg. Der Charakter der ehemaligen Hofbibliothek zeigt sich in einer großen Zahl repräsentativer Prachtwerke. Als Besonderheit ist die Russland-Literatur zu nennen, die aufgrund der dynastischen Beziehungen des Eutiner Hofes zum russischen Zarenhaus nach Eutin kam. Darüber hinaus ist das regionale Schrifttum über Ostholstein, insbesondere über das ehemalige Eutinische Gebiet, nahezu vollständig vorhanden.

## Arbeitsbereiche
Die Arbeit der Bibliothek konzentriert sich heute auf drei Bereiche, die aus den historisch gewachsenen Sammelschwerpunkten hervorgehen:
1. Historische Reiseliteratur und Reisekulturforschung
2. Regionale Literaturgeschichte im Umkreis der Eutiner Literaten des 18. Jahrhunderts
3. Regionalgeschichte Ostholsteins

### Historische Reiseliteratur und Reisekulturforschung
Der relativ hohe Anteil an Reiseberichten des 17.–19. Jahrhunderts im historischen Bestand führte 1992 zur Gründung der Eutiner Forschungsstelle zur historischen Reisekultur. Als wissenschaftliche Serviceeinrichtung sammelt sie zum einen Reiseliteratur und verwandtes Material von der Frühen Neuzeit bis in die Gegenwart und erschließt diese bibliographisch und inhaltlich in Fachdatenbanken. Zum anderen steht die bibliographische wie fachliche Informationsvermittlung, die Förderung wissenschaftlichen Austauschs durch Organisation von Tagungen und die Publikation von Forschungsergebnissen im Mittelpunkt.

### Eutiner Literaturgeschichte
Ein weiterer zentraler Arbeitsbereich ist die Unterstützung der literaturgeschichtlichen Forschung zu den im Eutinischen ansässigen Literaten vor allem des ausgehenden 18. Jahrhunderts, insbesondere zu Johann Heinrich Voß und Friedrich Leopold Graf zu Stolberg. In diesem Bereich arbeitet die Bibliothek eng mit der Johann-Heinrich-Voß-Gesellschaft zusammen.

### Regionalgeschichte Ostholsteins
Die Bibliothek ist keine Landesbibliothek im engeren Sinne: Das Sammeln und Erschließen regionalen Schrifttums wird in Schleswig-Holstein zentral durch die Schleswig-Holsteinische Landesbibliothek in Kiel übernommen. Gleichwohl ist die Bibliothek durch das nahezu vollständig vorhandene Schrifttum über Ostholstein Anlaufstelle für Heimatforscher und Regionalhistoriker. In diesem Bereich arbeitet sie mit dem benachbarten Ostholstein-Museum und dem Heimatverband Eutin zusammen.

## Trägerschaft und Finanzierung
Die Eutiner Landesbibliothek ist eine Stiftungsbibliothek. 1975 übernahm die neugegründete Kulturstiftung des Kreises Ostholstein, die Stiftung zur Förderung der Kultur und der Erwachsenenbildung in Ostholstein, die Trägerschaft der damaligen Kreisbibliothek. Da diese Kulturstiftung kaum über eigene Einkünfte verfügte, blieb die Finanzierung der Bibliothek weiterhin ganz überwiegend vom Kreis Ostholstein abhängig. Ab 1988 übernahm das Land Schleswig-Holstein einen geringeren, im Laufe der Jahre sinkenden Anteil an den Kosten der neuen Eutiner Landesbibliothek.
Die seit Mitte der 1990er Jahre stark zunehmende Verschuldung des Kreises führte 2006/07 zu einer Neuorganisation der Stiftungsstruktur. Die Eutiner Landesbibliothek wurde aus der Kulturstiftung des Kreises Ostholstein herausgelöst. Träger wurde 2007 die neugegründete Stiftung Eutiner Landesbibliothek. Kurz zuvor war 2006 von der Sparkasse Holstein die Sparkassen-Stiftung Eutiner Landesbibliothek gegründet worden, die die Bibliothek als Förderstiftung seither in erheblichem Umfang finanziell unterstützt. Durch diese doppelte Stiftungskonstruktion konnte der Erhalt der Bibliothek gesichert werden.